# Хиггз, Дениел
Дениел Хиггз (р. 1964, Балтимор, штат Мэриленд) — художник, бывший татуировщик, музыкант, религиозный истолкователь и оккультист. Кроме того Хиггз был вокалистом коллективов Reptile House и Lungfish, а позднее — участником группы The Pupils. Будучи в прошлом татуировщиком, он и сам изрисован немалым количеством татуировок.

## Биография
В 2003 году выходит дебютный альбом музыканта Дениела Хиггза под названием «Magic Alphabet», в котором все композиции записаны на варгане.
В 2010 году вышел альбом «Say God», ставший категорической переменой в творчестве Дениела Хигса. Альбом состоит из религиозных песнопений и чтения ритуальных текстов.
В 2011 году была выпущена пластинка «Peer Amid» совместно с группой The Skull Defekts, в которой был применён весь опыт, связанный с вокальным прошлым в группе Lungfish, но более новый и углублённый.

## Дискография
- 1998 — Cone of Light (под псевдонимом Cone Of Light)
- 2005 — Magic Alphabet
- 2006 — Plays the Mirror of the Apocalypse
- 2006 — Ancestral Songs
- 2007 — Atomic Yggdrasil Tarot (книга и CD)
- 2007 — Metempsychotic Melodies
- 2009 — Devotional Songs of Daniel Higgs (аудиокассета)
- 2009 — Hymnprovisations for Banjo by the (A.I.U)
- 2010 — Say God
- 2010 — Clairaudience Fellowship (совместно с Twig Harper)
- 2011 — Peer Amid (совместно с The Skull Defekts)
- 2011 — Ultraterrestrial Harvest Hymns (аудиокассета)